# 長谷川明子
長谷川明子（4月14日—）是日本女性聲優。隸屬ARTSVISION。新潟縣出身。

## 人物
- 兴趣是阅读、特技是钢琴。
- 在家中有一个哥哥和一个姐姐。
- 受动画地球守护灵所感动而目标成为声优。
- 基本上为室内派，国中时曾练过剑道，不过长谷川在自身博客中声称自己“不擅运动”。
- 作息时间非常早，清晨4点就会起床。
- 2006年1月21日在赤羽秘密活动的后台里，第一次和THE IDOLM@STER演出成员照面。由于此时长谷川穿着工作人员外套先进入休息室，其中几个人似乎以为她不是演出者。
- 2006年9月23、24日举办的东京电玩展，在NAMCO BANDAI Games摊位THE IDOLM@STER(XBOX360)的舞台上，以新角色星井美希的担当声优身份首次亮相。并且在当时自己取绰号“アッキー”。
- 在活动打招呼时，长谷川喊出“饭团气功～”之后，粉丝会接着回应“海味好重啊”。 非常喜欢饭团，甚至说过“如果每天不吃一个身体状况就会变差”。在国中高中时代回家路上买点心时也是选饭团来吃。其中尤其喜爱生鳕鱼子的口味。游戏制作团队基于这一点，将星井美希爱吃的食物设定为饭团。
- 和IDOLM@STER成员中出演双海亚美、真美角色的下田麻美几乎同期，因此两人关系也很好。
- 慌乱时会做出奇异的举动（主要是手部动作）。这件事情在作为THE IDOLM@STER RADIO的来宾时，被主持人高桥智秋评为“变得好像江头一样”。
- 在ラジオdeアイマSHOW!作为特别来宾时，差点被中村绘里子冠上“大佛”的外号。中村曰“外表看起来很和善沉稳，感觉不象是新人”，感觉和大佛的形象很接近，但本人以笑脸坚毅拒绝了。另外中村有时会自然地直接叫长谷川为“美希”，长谷川也没有发觉而继续对话。
- 自小曾被误喊成长谷川町子，2007年3月24日播放的节目チャラのOH!マイ・アニメ中，被同为嘉宾的下田麻美如此称呼时不自觉地做出了回应。
- 2007年1月25日发售的Xbox 360版THE IDOLM@STER，借哥哥买的主机来玩。作为THE IDOLM@STER RADIO（来宾时说家里明明没有主机，但母亲却买了游戏。当以自己配音的角色星井美希游戏的时候，曾在ラジオdeアイマSHOW!发言“只要看剧本就万事OK了！”，被今井麻美吐槽“Out! ダウトぉ!!”实际上因为还记得剧本内容，所以在营业部分容易取得好成绩的样子。
- 2014年2月25日在個人網誌上，宣布已經和非演藝人員的一般人士登記結婚。

## 声音演出

### 電視動畫
2006年
- 犬神（小孩子B#12、桂的母亲#13）
- XXXHOLiC（葵的朋友#13）

2007年
- 月面兔兵器米娜（月岛チアA #3）
- 初音島II（学生#10）

2009年
- 發現、體驗、最喜歡！巧虎 #41

2010年
- 祝福的钟声（加内特）

2011年
- 偶像大師（星井美希）
- 巧虎 HE SO KA（くわ坊）

2012年
- 白熊咖啡厅（老师）

2013年
- 白熊咖啡廳（幼稚園老師）
- 戀曲寫真（成田瑠宇、新見的朋友、原）
- 幻想玩偶（小明[2]）
- 蘿球社！SS（葦原怜那）
- 迷你偶像大師（星井美希）

2014年
- 迷你偶像大師2（星井美希）

2017年
- 碧藍幻想 The Animation（瑪莉）

### OVA
2007年
- 森林家族（くるみリスちゃん）
- あゆまゆ剧场（茜的朋友）

2008年
- 偶像大師 為你而唱！原创动画DVD（星井美希）

2009年
- 萝莉的时间 2学期（女学生#1）

2011年
- 型男恋爱王国（野野原诺诺）
- 祝福的钟声OVA（加内特）

2012年
- 堀與宮村（綾崎禮美）

2013年
- 偶像大師 閃耀祭典（星井美希）

2014年
- 堀與宮村（綾崎禮美）

2015年
- 堀與宮村（綾崎禮美）

### 劇場版動畫
2014年
- 偶像大師 劇場版 前往光輝的另一端！（星井美希）

### 网络动画
2011年
- Copihan（美柱沙游）
- 纸片人（米莉）

### 游戏
2007年
- 偶像大師 Xbox 360（星井美希）
- 圣火降魔录 晓之女神

2008年
- THE IDOLM@STER LIVE FOR YOU!（星井美希）
- 魔界战记3（サファイア・ロードナイト）

2009年
- 偶像大師SP（星井美希）
- 偶像大師 深情之星（星井美希）
- 安迪佛纳的圣歌姬 天使的乐谱 Op.A（フェリシア、ダルセーニョ）
- 纸片人（米莉）
- 魔界战记2 PORTABLE（サファイア）

2010年
- 祝福的钟声Portable（加内特）
- 闪耀十字军GoGo!（飞鸟井紫央）
- 罪恶少女（如月恭华）

2011年
- 偶像大師2（星井美希）
- 型男恋爱王国（野野原诺诺）
- 魅影破坏者（神皋唯月）
- 魔界战记3 Return（サファイア・ロードナイト）
- 魔界战记4（アサギ）
- 弹魂（ユン）

2012年
- 写真女友（成田琉宇）
- 压倒的游戏 无限灵魂（玛莉娜）
- 偶像大師 閃耀祭典（星井美希）

2016年
- 偶像大師 白金星光（星井美希）

2020年
- 偶像大師 星耀季節（星井美希[3]）

### 弹珠机·回胴式游技机
2012年
- THE IDOLM@STER LIVE in SLOT!（星井美希）

### 电视节目
- アニメTV（スタジオゲスト）
- AG学园 あに☆ぶん（嘉宾）

### DJCD
- DJCD ラジオdeアイマSHOW! Vol.3
- DJCD EXTRA アイドルマスター P.S.プロデューサー PR For You!
- DJCD アイドルマスター P.S.プロデューサー Vol.1-3
- DJCD ラジオdeアイマSTAR☆ SP01、Summer Stage 2010
- ラジオCD アンティフォナの聖歌姫ラジオ～シモキタの楽谱～（録り下ろしゲスト）

### 廣播節目
- 偶像大師 P.S.製作人（2008年－2009年，animate TV）
- ラジオdeアイマSTAR☆（2009年－2011年，animate TV）
- 福圓美里と長谷川明子のまじかるうぇーぶっ![4]（2010年，音泉、ぺんしる官方網站）
- プリまじレィディオ（2010年、ぺんしる官方網站）
- VOICE CREW（2010年－2011年，NACK5及其他9家電台、第22代主持）
- ラジオdeアイマCHU!!（2011年－2014年，animate TV）
- 長谷川明子的Simply Lovely（2011年－2012年，HiBiKi Radio Station）
- 長谷川明子的Bright Dreams（2013年，HiBiKi Radio Station）
- 長谷川明子的Singer Song Gamer（2013年，Fami通.com官方網站、代理主持）
- THE IDOLM@STER MUSIC ON THE RADIO（2019年，NICONICO直播） - 助理主持

### 影像商品
2008年
- THE IDOLM@STER MASTER BOX IV（5月23日，收錄「Go to the NEXTSTAGE!! THE IDOLM@STER GREAT PARTY」的LIVW部分剪輯影像DVD）

2009年
- THE IDOLM@STER 4th ANNIVERSARY PARTY SPECIAL DREAM TOUR’S!!

2010年
- THE IDOLM@STER 5th ANNIVERSARY The world is all one !!
- ファミソン8BIT☆アイドルマスター BEST ALBUM + LIVE DVD（10月19日）
- THE IDOLM@STER 6th ANNIVERSARY SMILE SUMMER FESTIV@L!

2012年
- Animelo Summer Live 2011 -rainbow- 8.27
- THE IDOLM@STER 7th ANNIVERSARY 765PRO ALLSTARS 跟大家一起！[5]

2013年
- THE IDOLM@STER MUSIC FESTIV@L OF WINTER!![6]

2014年
- THE IDOLM@ STER 8th ANNIVERSARY HOP!STEP!!FESTIV@L!!![7]
- THE IDOLM@STER M@STERS OF IDOL WORLD!!2014[8]

2017年
- THE IDOLM@STER PRODUCER MEETING 2017 765PRO ALLSTARS FUN TO THE NEW VISION!! EVENT Blu-ray PERFECT BOX（11月22日）

## 音乐

### 单曲
1.LEVEL∞（2009.8.5）
- TV动画阿拉德战记后期ED，Oricon最高位:63位

2.Sunrise!（（2010.7.7）
- PC游戏白银卡尔与苍空女王ED，Oricon最高位:81位

3.I Can Fly（2010.10.27）
- PSP罪恶少女OP，Oricon最高位:128位

4.苍凛のペンデュラム（2011.4.20）
- XBOX360弹魂OP，Oricon最高位:62位

### 专辑
1.Simply Lovely（2011.9.21）
- Oricon最高位:122位

### 音乐CD
2006年
- THE IDOLM@STER MASTERPIECE 05
- THE IDOLM@STER MASTERWORK 00

2007年
- THE IDOLM@STER MASTERWORK 02
- THE IDOLM@STER MASTERBOX II
- THE IDOLM@STER MASTERBOX II
- THE IDOLM@STER MASTER ARTIST 03 星井美希
- THE IDOLM@STER Christmas for you!

2008年
- THE IDOLM@STER MASTER LIVE 01 REM@STER-A
- THE IDOLM@STER MASTER LIVE 03 Do-Dai
- THE IDOLM@STER MASTER LIVE ENCORE
- THE IDOLM@STER MASTER BOX III
- THE IDOLM@STER MASTER BOX IV
- MASTER BOX I&II ENCORE
- THE IDOLM@STER MASTERBOX III
- THE IDOLM@STER MASTER BOX IV
- ファミソン8BIT☆アイドルマスター02 天海春香/星井美希
- THE IDOLM@STER Vacation for you!
- THE IDOLM@STER BEST ALBUM〜MASTER OF MASTER〜
- THE IDOLM@STER MASTER SPECIAL 961 “オーバーマスター”

2009年
- THE IDOLM@STER MASTER BOX V
- MASTER BOX catalog 08,09,11 COMPLETE
- THE IDOLM@STER MASTER SPECIAL 06
- THE IDOLM@STER MASTER SPECIAL WINTER

2010年
- THE IDOLM@STER MASTER BOX VI
- うたっておどろう!シルバニアファミリー「明日になぁれ♪」シルバニアのおともだち（川上伦子、长谷川明子、宫田幸季、山田ふしぎ、水桥香织、冈本麻弥）※OVA ED
- アイドルマスター ボーカルコレクション 01
- アイドルマスター ボーカルコレクション 02
- THE IDOLM@STER BEST OF 765+876=!!VOL.01
- THE IDOLM@STER BEST OF 765+876=!!VOL.02
- THE IDOLM@STER BEST OF 765+876=!!VOL.03
- THE IDOLM@STER MASTER ARTIST 2 Prologue（9.22）
- THE IDOLM@STER MASTER ARTIST2-FIRST SEASON-03 星井美希（11.3）
- 「クリミナルガールズ」オリジナル・サウンドトラック（11.4）

2011年
- ファミソン8BIT☆アイドルマスター BEST ALBUM+LIVE DVD
- アイドルマスター#ANIM.40TION MASTER（10.27）
- ？ラストエンゲージ
  - 游戏魔界战记4OP
- THE IDOLM@STER MASTER BOX VII
- The world is all one!!
- SMOKY THRILL
- READY!!
- CHANGE!!!!

2012年
- ループ
- THE IDOLM@STER ANIM@TION MASTER 生っすかSPECIAL 01

### Drama CD
2010年

### 影像作品
- Live5pb.2010@JCB Hall

2009年
- THE IDOLM＠STER 4th ANNIVERSARY PARTY SPECIAL DREAM TOUR'S!!（9.26）

2011年
- THE IDOLM@STER 5th ANNIVERSARY The world is all one!! DVD/Blu-ray BOX（3.16）
- THE IDOLM@STER 2 765pro H@PPINESS NEW YE@R P@RTY!!（2011.1.10举行）
- THE IDOLM@STER 6th ANNIVERSARY SMILE SUMMER FESTIV@L! DVDダイジェスト版/THE IDOLM@STER 6th ANNIVERSARY SMILE SUMMER FESTIV@L! DVD/Blu-ray BOX（12.14）

2012年
- Animelo Summer Live 2011 -rainbow- 8.27

## 外部連結
- （日語）事務所網站的介紹
- （日語）http://blog.livedoor.jp/onigiriwa315/ （页面存档备份，存于）